# Гавялис, Ричардас
Ричардас Гавялис (лит. Ričardas Gavelis; 8 ноября 1950, Вильнюс — 18 августа 2002, Вильнюс, Литва) — литовский писатель, драматург и журналист. По мнению Союза писателей Литвы, один из самых известных современных литовских писателей.

## Биография
Родился в Вильнюсе в семье учителей физики и математики. В 1961 году семья переехала в г. Друскининкай. в 1968 году после окончания средней школы в Друскининкае поступил на физический факультет Вильнюсского университета. С 1973 по 1977 год работал в Институте физики Академии наук Литвы.
В 1978—1980 годах сотрудник редакций журналов „Mokslas ir gyvenimas“ и „Pergalė“. С 1992 по 2002 год — журналист ежедневной газеты „Respublika“ и еженедельника „Veidas“.
Похоронен на Антакальнисском кладбище Вильнюса.

## Творчество
Представитель современной литовской литературы, которые не могли свободно писать в советское время, опыт которых мог быть отображен в прозе только в период Независимости. Р. Гавялис — один из самых видных выразителей мироощущения эпохи постмодерна в литовской прозе.
Автор романов, сборников рассказов и повестей, сценариев. В 1991 году он опубликовал роман «Воспоминания молодого человека», оцененный критиками, как глубокий художественный образ тоталитаризма: в романе изображается деструктивное влияние тоталитарного режима на сознание молодого человека.
Роман Ричардаса Гавялиса «Вильнюсский покер» (1989) стал настоящим манифестом постмодернизма и освобождения литовской прозы. Софистицированная структура повествования отражает сложное, мифологизированное состояние постсоветского сознания. В романах Гавялиса Вильнюс становится пространством магической действительности — герметичным лабиринтом игр тоталитарной системы, в блужданиях по которому субъекты почти сходят с ума.
Создал Вильнюсский цикл романов «Вильнюсский джаз» (1993), «Последнее поколение людей Земли» (1995), „Prarastų godų kvartetas“ (1997), «Семь способов самоубийства» (1999). Издал четыре сборника рассказов и эссе.
Его произведения характеризуются сочетанием буйной фантазии, эротизма, философских размышлений о человеческом состоянии и психологизмом.
Кроме прозы, создал несколько пьес и киносценариев, в том числе «Встречи с 9 до 9» („Rungtynės nuo 9 iki 9“, 1980; кинорежиссёр Раймондас Вабалас), «Двойник» (роман и короткометражка, 1990) и «Лес богов» (2005)
Работы Гавялиса были переведены на английский, латышский, французский, польский, финский, немецкий, македонский, украинский, русский и белорусский языки.

## Избранные произведения
- Neprasidėjusi šventė, 1976
- Įsibrovėliai, 1982
- Nubaustieji, 1987
- Vilniaus pokeris, 1989
- Jauno žmogaus memuarai, 1991
- Vilniaus džiazas, 1993
- Paskutinioji žemės žmonių karta, 1995
- Taikos balandis, 1995
- Prarastų godų kvartetas, 1997 ISBN 9986-16-071-5
- Septyni savižudybių būdai, 1999
- Sun-Tzu gyvenimas šventame Vlniaus mieste, 2002

## Издания на русском языке
- Вильнюсский покер: 2024, Вильнюс, Rewind Press[4]